# Amalia Bălășoiu
Amalia Bălășoiu (n. 15 februarie 1963) este un fost deputat român în legislatura 2000-2004, ales în județul Brașov pe listele partidului PSD. Amalia Bălășoiu a fost membru în grupurile parlamentare de prietenie cu Statul Kuwait și Regatul Unit al Marii Britanii și Irlandei de Nord. 

## Legături externe
- Amalia Bălășoiu Arhivat în 9 august 2020, la Wayback Machine. la cdep.ro